# Martin Freyer
Pour les articles homonymes, voir Freyer.
Martin Freyer, né le 4 octobre 1995 à Harare, est un coureur cycliste namibien. Il est notamment devenu champion de Namibie sur route chez les élites en 2018.

## Palmarès sur route

### Par année
- 2013
  -  Champion de Namibie sur route juniors
  -  Champion de Namibie du contre-la-montre juniors
  - 3e de la Nedbank Cycle Classic
- 2015
  -  Champion de Namibie sur route espoirs
  -  Champion de Namibie du contre-la-montre espoirs
  - 2e du championnat de Namibie sur route
  - 2e de la Nedbank Cycle Classic
  - 3e du championnat de Namibie du contre-la-montre
- 2017
  -  Champion de Namibie sur route espoirs
  -  Champion de Namibie du contre-la-montre espoirs
  - 2e du championnat de Namibie du contre-la-montre
- 2018
  -  Champion de Namibie sur route
  - 2e du championnat de Namibie du contre-la-montre
- 2020
  - 3e de la Nedbank Cycle Classic
- 2024
  - 3e du championnat de Namibie sur route
- 2025
  - 2e du championnat de Namibie sur route
  - 2e du championnat de Namibie du contre-la-montre

### Classements mondiaux
| Année                                 | 2015 | 2016 | 2017  | 2018 | 2019 | 2020 | 2021 | 2022 | 2023  | 2024  |
| ------------------------------------- | ---- | ---- | ----- | ---- | ---- | ---- | ---- | ---- | ----- | ----- |
| Classement mondial                    |      | nc   | 1556e | 992e | nc   | 679e | nc   | nc   | 2726e | 1570e |
| UCI Africa Tour                       | 60e  | nc   | 99e   | 41e  | nc   | 20e  | nc   | nc   | nc    | nc    |
|                                       |      |      |       |      |      |      |      |      |       |       |
| Légende : nc = non classéSource : UCI |      |      |       |      |      |      |      |      |       |       |

## Palmarès en VTT

### Championnats d'Afrique
- 2013
  -  Médaillé d'argent du cross-country juniors

### Championnats nationaux
- 2013
  -  Champion de Namibie de cross-country juniors
- 2015
  - 2e du championnat de Namibie de cross-country marathon
- 2017
  - 2e du championnat de Namibie de cross-country
- 2018
  - 3e du championnat de Namibie de cross-country
- 2024
  - 3e du championnat de Namibie de cross-country marathon
- 2025
  -  Champion de Namibie de cross-country short track
  -  Champion de Namibie de cross-country à assistance électrique
  - 2e du championnat de Namibie de cross-country